# الحرب السلوقية–الماورية
```
دارت 
الحرب السلوقية - الماورية
 بين عامي 305 و303 قبل الميلاد. بدأ الأمر عندما سعى 
سلوقس الأول نيكاتور
، من 
الإمبراطورية السلوقية
، إلى استعادة الساترابيات أو السطرفيات (المقاطعات) الهندية ليعيدها إلى 
الإمبراطورية المقدونية
، والتي كان الإمبراطور تشاندراجوبتا موريا (شاندراغبت)، من 
الإمبراطورية الماورية
، قد احتلها.
```

انتهت الحرب بتسوية أدت إلى ضم منطقة وادي نهر السند وأجزاء من أفغانستان وإيران إلى الإمبراطورية الماورية، مع تأمين تشاندراجوبتا موريا السيطرة على المناطق التي أراد الحصول عليها، بالإضافة إلى تحالف عن طريق الزواج بين القوتين. بعد الحرب، برزت الإمبراطورية الماورية كقوة مهيمنة في شبه القارة الهندية، ووجهت الإمبراطورية السلوقية اهتمامها نحو هزيمة منافسيها في الغرب.

## الخلفية
أثبت تشاندراجوبتا موريا نفسه كحاكم لمملكة ماجادها نحو عام 321 قبل الميلاد. قرر التغلب على أسرة ناندا، الذين كانوا حكام سهل الغانج في ذلك الوقت. حارب الإمبراطورية لمدة أحد عشر عامًا بحملات حرب عصابات ناجحة، واستولى على عاصمة ناندا بيتاليبوترا. وقد أدى ذلك إلى سقوط الإمبراطورية وإنشاء الإمبراطورية الماورية في نهاية المطاف تحت حكم الإمبراطور تشاندراجوبتا موريا.

كانت المقاطعات الفارسية في ما يُعرف الآن بأفغانستان الحديثة، جنبًا إلى جنب مع مملكة غاندارا الثرية وولايات وادي السند، قد استسلمت جميعها للإسكندر الأكبر وأصبحت جزءًا من إمبراطوريته. وعندما مات الإسكندر، قسمت حروب ملوك طوائف الإسكندر (الخلفاء) إمبراطوريته. وقد حارب جنرالاته من أجل السيطرة على إمبراطورية الإسكندر. وفي المناطق الشرقية، كان أحد هؤلاء الجنرالات، سلوقس الأول نيكاتور، يسيطر على المنطقة وبدأ بتأسيس ما أصبح يعرف باسم الإمبراطورية السلوقية. ووفقًا للمؤرخ الروماني أبيان عن سلوقس:
«دائمًا ما يتربص بالدول المجاورة، قوي في السلاح ومقنع في المجلس، فقد استحوذ على بلاد ما بين النهرين وأرمينيا وكبادوكيا (السلوقية) وبارس وفرثيا وباكتريا والمنطقة العربية وتابوريا وبلاد الصغد وأراكوسيا وهيركانيا وغيرها من الشعوب المجاورة التي أخضعها الإسكندر، حتى نهر السند، بحيث كانت حدود إمبراطوريته هي الأكثر اتساعًا في آسيا بعد إمبراطورية الإسكندر. كانت المنطقة بأكملها من فريجيا إلى نهر السند خاضعة لسلوقس».
- أبيان، تاريخ روما، الحروب السورية 55
كان الإسكندر قد عين ساترابات (حكام) للسيطرة على أراضيه. وبالمثل عين ساترابات لحكم وادي السند. كان الماوريون قد ضموا المناطق التي حكمها أربع ساترابات هم: نيكانور وفيليب ويوديموس وبيثون. وقد ثبت ذلك سيطرة الماوريين حتى ضفاف نهر السند. أقنعت انتصارات تشاندراجوبتا سلوقس بأنه بحاجة إلى تأمين جناحه الشرقي. وقد دخل سلوقس في صراع مع الإمبراطورية الماورية الناشئة والمتوسعة على حساب وادي السند، سعيًا إلى الاحتفاظ بالأراضي المقدونية هناك.

## الحرب
تفاصيل الصراع غير متوفرة. وفقًا لأبيان:
«عبر سلوقس نهر السند وشن حربًا مع ساندروكوتوس [ماوريا]، ملك الهنود، الذي سكن على ضفاف ذلك النهر، حتى توصلوا إلى تفاهم بينهما وعقدا علاقة عن طريق الزواج. حدثت بعض هذه المآثر قبل وفاة أنتيغونوس وبعضها حدث بعد ذلك».
- أبيان، تاريخ روما، الحروب السورية 55
من غير المعروف ما إن حدثت هناك معركة ضارية بالفعل. لقد جادل المؤرخ العسكري جون د. غرينغر بأن سلوقس، عند عبوره نهر السند، «وجد نفسه عالقًا في فخ، مع نهر كبير وراء ظهره وقارة معادية أمامه»، وبالتالي لم يكن بإمكانه التقدم أكثر من نهر السند. ووفقًا لغرينغر، فإن تفاصيل الصراع غير واضحة، ولكن من الواضح أن النتيجة كانت «نصرًا هنديًا حاسمًا»، إذ قاد تشاندراجوبتا قوات سلوقس إلى الوراء حتى جبال هندو كوش وبالتالي كسب مناطق واسعة في أفغانستان الحديثة. ووفقًا لويتلي وهيكل، فإن مستوى العلاقات الودية بين الإمبراطوريتين الماورية والسلوقية والذي نشأ بعد الحرب يعني أن الأعمال العدائية ربما «لم تكن طويلة ولا مؤلمة».
1. ↑  Hartmut Scharfe (1971) had argued that Seleucus had gained the upper hand and retained overlordship of the eastern satrapies, which were put under Chandragupta's charge in exchange for the elephants as tribute; but according to Trautmann,[2] no other scholars have agreed with this conclusion; Wheatley and Heckel state that Scharfe's argument "does not convince."[3]